# Hexagon Records
Hexagon Records, conosciuta come HEXAGON o HEXAGONHQ, stilisticamente resa anche come "HEXΛGON", è una casa discografica olandese indipendente fondata da Don Diablo nel 2015. Fino a metà 2019 fu un’etichetta affiliata alla Spinnin' Records.

## Storia
Hexagon viene lanciata da Don Diablo nel 2015. Il nome deriva dal logo utilizzato dallo stesso disc jockey, raffigurante un esagono contenente un cerchio, una "A" composta da un triangolo senza base e due linee orizzontali parallele.
Lo stile di Don Diablo, considerato il "Padre fondatore della Future House", si rispecchia nella nuova label. La prima traccia ad essere rilasciata fu il remix del brano Make Me Feel Better di Alex Adair, che fu in vetta alle classifiche dance di Beatport per almeno due settimane.
Oltre ad artisti già affermati, Hexagon lancia nuovi giovani talenti grazie alle Generation Hex., delle compilation contenenti singoli di disc jockey emergenti. Da queste raccolte sono emersi artisti come Raven & Kreyn, Holl & Rush, Landis, LOUD ABOUT US!, Tom & Jame, CID, Toby Green e Steff da Campo.
Altri artisti già noti nel panorama musicale hanno rilasciato tracce tramite Hexagon, come Danny Avila, RetroVision, Dropgun, Zonderling, Promise Land, Madison Mars, Swanky Tunes, Matt Nash, Keanu Silva, Jonas Aden, MOTi.
Dalla fine del 2019, Hexagon si espande creando delle proprie raccolte come le GenerationHEX o le Future, consentendo anche a vari artisti di creare le loro sotto-etichette come JLV con "Something Good", RetroVision con "Time Machine", King Arthur con "Bring The Kingdom" e Dropgun con "Prophecy".
Hexagon è stata eletta come “miglior nuova label del 2015”. Inoltre, il proprio show radiofonico viene trasmesso in oltre 35 nazioni, rientrando nella Top 10 dei podcast iTunes regolarmente ogni settimana.

## Artisti
(in ordine alfabetico)
- Albert Neve
- Alva Gracia
- Asketa & Natan Chaim
- Bali Bandits
- Bart B More
- CID
- Conor Ross
- Corderoy
- Danny Avila
- Danny Olson
- Dave Crusher
- David Puentez
- DJ Licious
- Do It Big
- Don Diablo / Big Pineapple
- Donkong
- Dropgun
- EC Twins
- Invisible
- Glass Petals
- Going Deeper
- G-Pol
- Guglielmo Nasini
- Holl & Rush
- JackMar
- JLV
- Jonas Aden
- Jordan Jay
- Keanu Silva
- Kevin Aleksander (come Ralov)
- King Arthur
- KPLR
- La Fuente
- Lady Bee
- Landis
- LOUD ABOUT US!
- Lush & Simon
- Madison Mars
- Matt Nash
- Matroda
- Melsen
- Metrush
- Mo Falk
- MorganJ
- MOTi
- musicbyLUKAS
- NOMNOM
- Ostblockschlampen
- Paul Mayson
- PBH & Jack (normalmente PBH & Jack Shizzle)
- Plastik Funk
- Promise Land
- Raven & Kreyn
- RetroVision
- Sagan
- Savage Kids
- Siks
- Stadiumx
- Steff da Campo
- Swanky Tunes
- Toby Green
- Tom Budin
- Tom & Jame
- Will Sparks
- Zen/it
- Zonderling

## Discografia

### Album in studio
- 28/10/2016: King Arthur – Believe In The Kingdom
- 09/02/2018: Don Diablo – Future
- 23/03/2018: Don Diablo – Future (Deluxe)

### EP
- 13/05/2016: Madison Mars – Ready Or Night
- 14/10/2016: Paul Mayson – Run
- 27/01/2017: Zonderling – Cluster
- 16/03/2018: CID – Bad For Me
- 01/10/2018: Big Pineapple – Another Chances (Remixes)
- 03/12/2018: RetroVision – Get Up
- 05/04/2019: Asketa & Natan Chaim – Real Love
- 01/05/2020: EC Twins – Disco's Not Dead